# Parque María Cristina
El parque María Cristina de Algeciras (provincia de Cádiz) España, llamado paseo Cristina, es uno de los lugares más populares de la ciudad. 
Su extensión es de 20 683 metros cuadrados, está situado entre las calles Ramón y Cajal, Capitán Ontañón, Avenida Blas Infante y Avenida de las Fuerzas Armadas; se encuentra inscrito en el Catálogo del Patrimonio Histórico Andaluz, como Jardín de Interés Cultural de la Provincia.
En el paseo Cristina se celebran diversos actos importantes en la vida de la ciudad como la coronación de la reina de la Feria, de los Carnavales, reuniones de diversas asociaciones sociales, conciertos o mercadillos medievales.

## Historia
El paseo Cristina de Algeciras fue construido en 1834 en los terrenos que cediera Joaquín Bálsamo, un rico terrateniente a la ciudad a petición del General Canterac con el fin de adecentar y embellecer los terrenos colindantes al cuartel del Fuerte de Santiago. El diseño original sigue los patrones de jardín francés con calles rectas entrecruzadas.
En un principio el parque se encontraba fuera de la ciudad, en el camino del cementerio, cerca de allí estaba la feria y más tarde la plaza de toros de La Perseverancia.

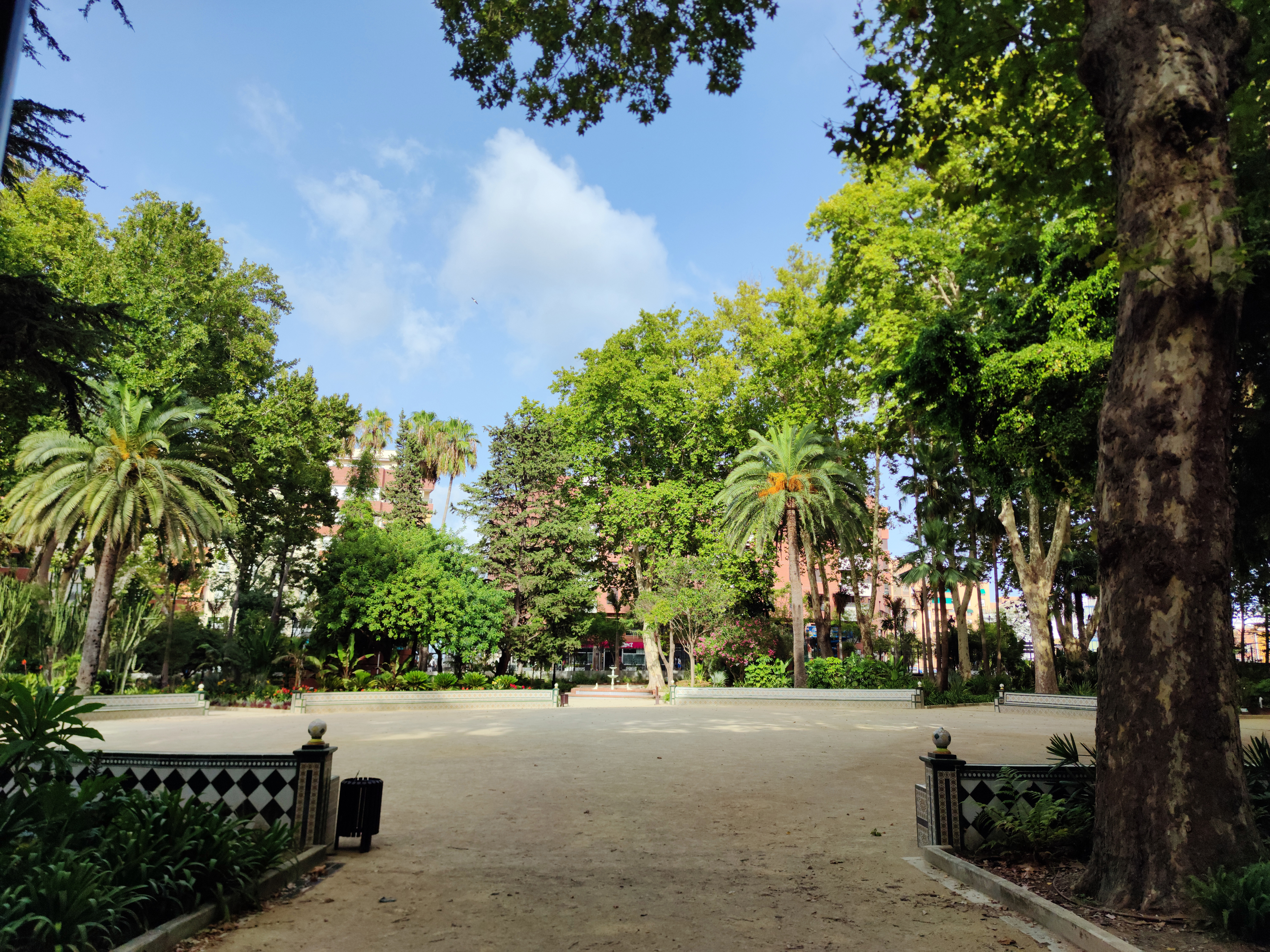
Vista del Paseo voluntarios de Algeciras en la Batalla de Bailén (1808-2008)

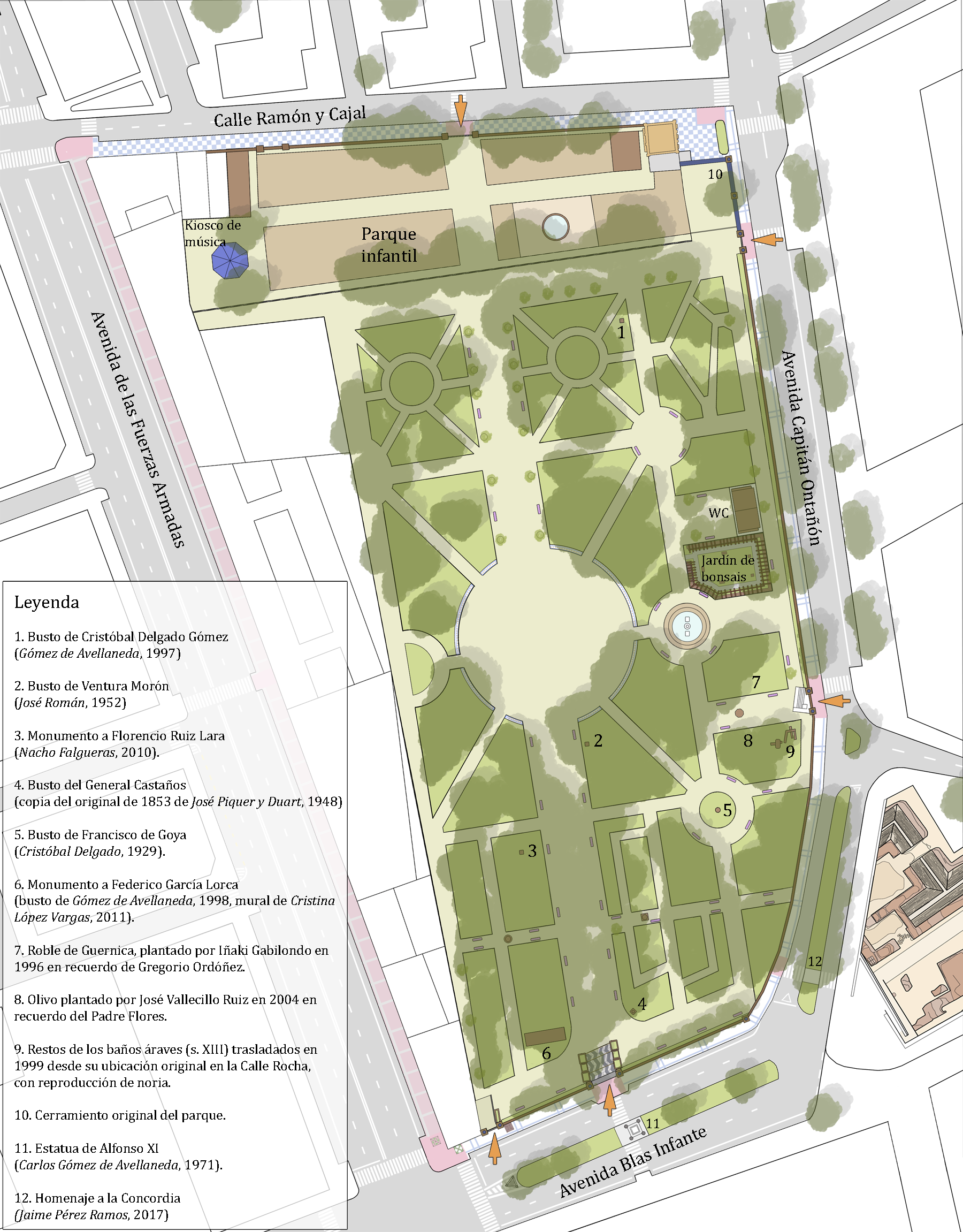
Plano del parque

Desde su creación el interés de los ciudadanos por ese espacio fue tal que el ayuntamiento vendió pequeñas parcelas a particulares a muy bajo precio con la condición de que éstos las mantuvieran adecentadas para el disfrute de todos los ciudadanos; esta organización se mantuvo varios años hasta que algunos usuarios comenzaron a construir en las parcelas y a cerrarlas como si fueran propias. El ayuntamiento comenzó la expropiación forzoza de las parcelas a partir de 1889 para gestionarlas por sí mismo. A pesar de ello la situación se mantiene hasta el punto que en 1905 se pide licencia al ayuntamiento para la construcción de una casa particular en los terrenos teóricamente públicos del parque, este hecho fue el detonante para que toda la ciudad se echara a la calle en una protesta masiva que terminó por evitar la construcción del chalet. Uno de los principales defensores del paseo Cristina en esta época es el por entonces alcalde Emilio Santacana.
Sin embargo es el propio ayuntamiento el que en 1912 hace edificable una parcela del paseo al arder el Teatro de Variedades que allí se encontraba.
Se cambia el trazado en retícula inicial por el que posee en la actualidad en 1929 al tiempo que se construye un cerramiento perimetral. Las obras más importantes fueron la creación de la glorieta central con bancos decorados con azulejos de Triana y el ensanche de la calle principal, los parterres iniciales vieron reducido su tamaño por la creación de calles interiores.
La presión urbanística de mediados del siglo veinte se deja notar en el paseo, así en 1959 se decide ampliar la Avenida de las Fuerzas Armadas, entonces Avenida Francisco Franco, sesgando más de un tercio del parque. No sólo se amplía la avenida sino que se construyen varios edificios destinados en un principio a ser ocupados por mandos de ejército y sindicatos.

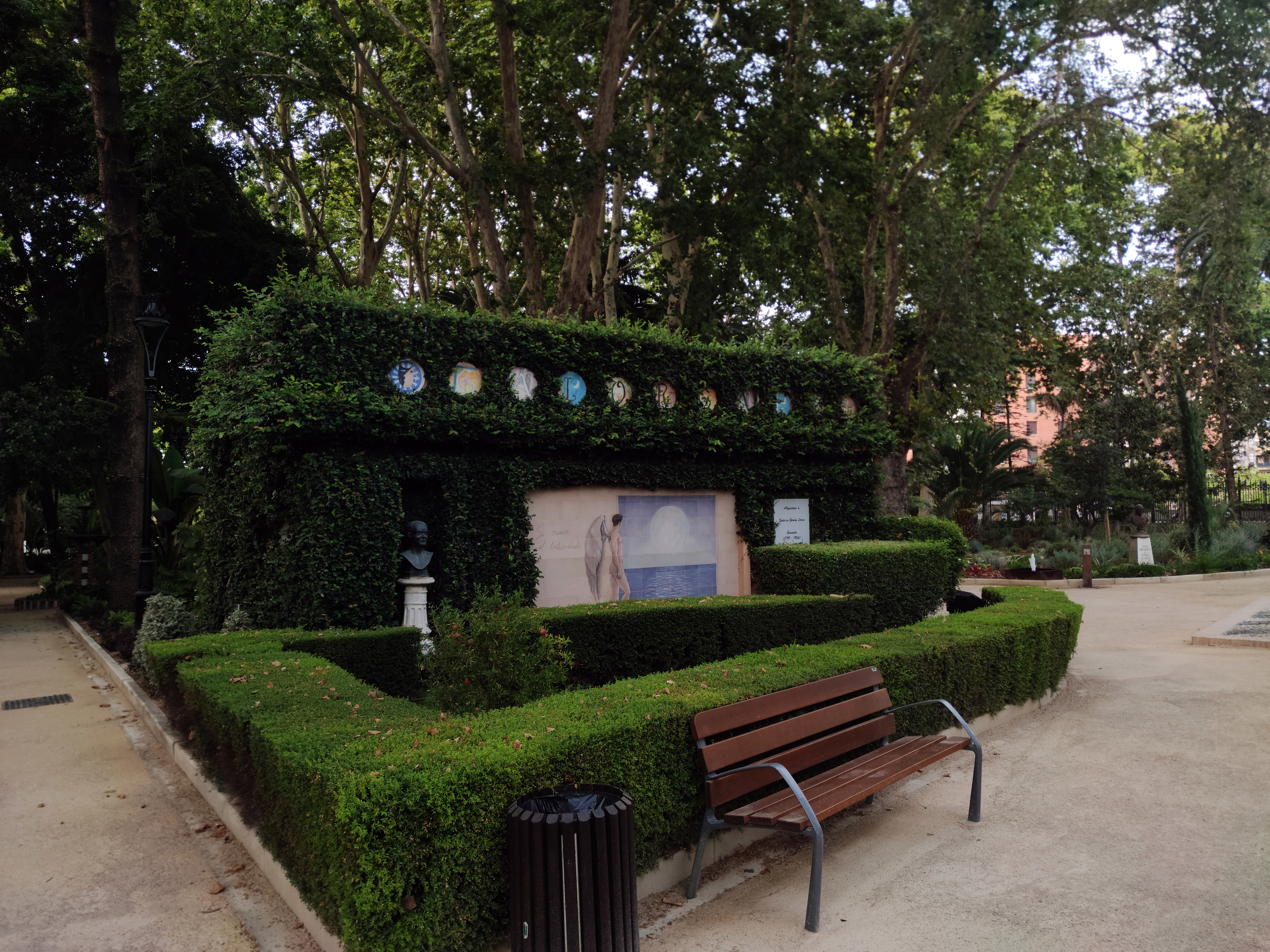
Homenaje a Federico García Lorca, busto de Gómez de Avellaneda (1998) y mural de Cristina López Vargas (2011).

En 1997 debido a la aparición de unos restos arqueológicos de notable interés en la Avenida Blas Infante y la intención de conservar dichos restos, hubo de desviarse la calle, ocupando la esquina sureste del parque aunque conservando el arbolado en acera y mediana. Se perdió en este momento parte del cerramiento perimetral original del parque siendo sustituido por otro a base de rejas metálicas. Gracias a ello el Paseo Cristina se encuentra hoy día completado con el Parque arqueológico de las murallas meriníes.
En 2007 se realizaron obras de mejora del alumbrado, recogida de aguas y limitación de parcelas en el parque. También se renovó la zona infantil y se concedieron licencias para la creación de establecimientos de ocio en su interior. En 2008 con motivo del doscientos aniversario de la Batalla de Bailén se aprobó denominar al paseo central del parque Paseo voluntarios de Algeciras en la Batalla de Bailén (1808-2008) con el que se pretende rendir homenaje a los soldados voluntarios que al mando del General Castaños, comandante general del Campo de Gibraltar participaron en esa batalla.

Entre 2022-2023 se produjeron extensivas reformas en el parque, actualizando mobiliario, colocando varias fuentes de agua y añadiendo más variedad de vegetación. Poco después, la calle al este del parque fue transformada en una vía peatonal, solo permitiendo el paso por esta a vehículos de emergencia.

## Equipamiento
En la zona limítrofe con la calle Ramón y Cajal existe un parque infantil renovado en 2007 con nuevo mobiliario.
En el parque está situado un busto de Francisco de Goya realizado por Cristóbal Delgado Gómez en 1959 y otro del General Castaños realizado en 1948 según se dice con el bronce de cañones franceses y que se encontraba antes en la Avenida Blas Infante, también es posible encontrar parte de unos baños árabes trasladados desde la calle Rocha donde aparecieron en 1997 y una reconstrucción de la noria que debieron poseer. El paseo se encuentra cerrado por un muro en parte de la fachada este y por rejas metálicas en el resto; tiene cinco entradas, dos en la fachada sur, dos en la norte y una en la fachada este.
| Líneas de autobús con parada en el parque María Cristina | Líneas de autobús con parada en el parque María Cristina | Líneas de autobús con parada en el parque María Cristina |
| Línea                                                    | Trayecto                                                 | Empresa                                                  |
| -------------------------------------------------------- | -------------------------------------------------------- | -------------------------------------------------------- |
| 1                                                        | Circular (Puerto-Bajadilla-La Juliana-Puerto)            | CTM                                                      |
| 2                                                        | San Bernabé-Puerto                                       | CTM                                                      |
| 3                                                        | Rinconcillo-San García por Puerto                        | CTM                                                      |
| 4                                                        | La Granja-Hospital por Estación de autobuses             | CTM                                                      |
| 5                                                        | Penitenciaria-Puerto                                     | CTM                                                      |